# 寸勁
寸勁（英語：One inch punch），一種中國功夫的技巧。在很短的貼身距離（約0-6英吋）中出拳，並發出巨大力量。李小龍擅長這種技巧，並將它介紹到西方世界，認為它可以增加拳擊的技巧與力量。

## 歷史
在許多中國功夫流派中，都有這種技巧，盛行於中國南方拳術，其中以詠春拳最為出名。
它起源於內家拳的發勁。